# Cactus Jake, Heart-Breaker
Cactus Jake, Heart-Breaker è un cortometraggio muto del 1914 diretto da Tom Mix.

## Produzione
Il film fu prodotto dalla Selig Polyscope Company.

## Distribuzione
Distribuito dalla General Film Company, il film - un cortometraggio in una bobina - uscì nelle sale cinematografiche statunitensi il 29 dicembre 1914.